# Ait Ouqabli
Ait Ouqabli (franska: Ait Ouqabli (CR), Ait Ouqabli (Commune Rurale), arabiska: أيت واوردا) är en kommun i Marocko.   Den ligger i provinsen Azilal och regionen Béni Mellal-Khénifra, i den nordöstra delen av landet, 200 km söder om huvudstaden Rabat. Antalet invånare är 3 221.